# 2004年1月逝世人物列表
2004年逝世人物列表：1月 - 2月 - 3月 - 4月 - 5月 - 6月 - 7月 - 8月 - 9月 - 10月 - 11月 - 12月
2004年1月逝世人物列表，是用于汇总2004年1月期间逝世人物的列表。

## 依日期排序

### 1日
- 查理·埃利奧特（Charlie Elliott），91歲，英國板球運動員。[1]
- 哈羅德·亨寧（Harold Henning），69歲，南非高爾夫球手。[2]
- 艾爾瑪·路易斯（Elma Lewis），82歲，美國藝術領袖。[3]
- 叶夫根尼·拉古诺夫（Yevgeniy Migunov），82歲，俄羅斯藝術家、漫畫家、動畫和藝術總監以及編劇。
- 弗雷德里克·雷德利希（Frederick Redlich），93歲，耶魯大學醫學院（Yale University School of Medicine）奧地利裔美國院長。[4]
- 約翰·斯托納姆（John Stoneham），95歲，美國棒球運動員（芝加哥白襪隊）。[5]
- 伊戈爾·托卡爾（Igor Torkar），90歲，斯洛維尼亞作家、劇作家和詩人。

### 2日
- Dinu Adameșteanu，90歲，羅馬尼亞-義大利考古學家。[6]
- 埃塔·莫滕·巴內特（Etta Moten Barnett），102歲，美國女演員，胰腺癌。[7]
- 林恩·卡特賴特（Lynn Cartwright），76歲，美國女演員（《他們自己的聯盟》），失智。
- 傑西·柯林斯（Jess Collins），80歲，美國視覺藝術家。[8]
- 傑夫·埃德裡奇（Geoff Edrich），85歲，英國一流的板球運動員。.[9]
- 約翰·格蘭迪，90歲，英國皇家空軍軍官。
- 保羅·霍普金斯（Paul Hopkins），99歲，美國棒球運動員。[10]
- 米哈伊·伊文切斯库，61歲，羅馬尼亞足球運動員。
- 瑪麗亞·克拉拉·洛佈雷加特（Maria Clara Lobregat），82歲，菲律賓政治家，心臟病發作。
- 希拉·麥基奇尼（Sheila McKechnie），55歲，蘇格蘭工會會員，住房活動家和消費者活動家，癌症。[11]
- Kamal El Sheikh，84歲，埃及電影導演。[12]
- 鄧尼斯·西爾弗索恩（Dennis Silverthorne），80歲，美國奧運雙人花樣滑冰運動員（1948年冬奧會雙人花樣滑冰）。[13]

### 3日
- 莉蓮·貝克威斯（Lillian Beckwith），87歲，英國作家。
- Des Corcoran，75歲，澳大利亞政治家，南澳大利亞州州長。
- 泰勒·鄧肯（Taylor Duncan），50歲，美國棒球運動員（聖路易斯紅雀隊，奧克蘭田徑隊）。[14]
- 皮埃爾·弗拉米翁（Pierre Flamion），79歲，法國足球經理和球員。
- T.G.鐘斯，86歲，威爾士足球運動員。
- 威廉·克雷格·雷諾茲（William Craig Reynolds），70歲，美國流體物理學家和機械工程師。[15]
- 萊昂·瓦格納（Leon Wagner），69歲，美國職業棒球大聯盟球員。[16]
- 比阿特麗斯·溫德（Beatrice Winde），79歲，美國女演員，癌症。[17]

### 4日
- 瓊·艾肯（Joan Aiken），79歲，英國作家，《威洛比·蔡斯的狼》的作者。[18]
- James Counsilman，83歲，美國游泳教練，帕金森病。[19]
- 約翰內斯·費林（Johannes Fehring），77歲，奧地利作曲家。
- 布萊恩·吉布森（Brian Gibson），59歲，英國電影導演，《愛與它有什麼關係》，骨癌。[20]
- 傑克·赫斯（Jake Hess），76歲，美國南方福音歌手。[21]
- 雷菲克·梅米舍维奇，47歲，南斯拉夫摔跤手。[22]
- Allen H. Miner，86歲，美國導演和編劇。[23]
- 傑夫·納塔爾（Jeff Nuttall），70歲，英國詩人、演員、藝術家、爵士小號手和作家。[24]
- 海倫娜·魯日奇科娃（Helena Růžičková），67歲，捷克女演員和喜劇演員，胃癌。[25]
- 邁克爾·惠特尼·斯特林（Michael Whitney Straight），87歲，美國雜誌出版商，作家和克格勃的坦白間諜，胰腺癌。[26]
- 多羅塔·特拉科夫斯卡（Dorota Terakowska），65歲，波蘭作家和記者。
- 約翰·托蘭德（John Toland），91歲，美國作家和歷史學家，肺炎。[27]
- 加博爾·托羅克，67歲，匈牙利足球守門員。[28]

### 5日
- 湯瑪斯·戴利（Thomas Daly），90歲，澳大利亞陸軍軍官。
- 查理斯·杜馬斯，66歲，美國奧運跳高金牌得主，癌症。[29]
- John Guerin，64歲，美國打擊樂手，心力衰竭。[30]
- 諾曼·希特利（Norman Heatley），92歲，英國生物化學家。[31]
- 薇薇安·詹金斯（Vivian Jenkins），92歲，威爾士橄欖球運動員和體育記者。
- Tug McGraw，59歲，美國職業棒球大聯盟投手，腦癌。[32]

### 6日
- 薇拉·布拉德福德（Vera Bradford），99歲，澳大利亞鋼琴家和鋼琴老師。
- 皮埃爾·查理斯（Pierre Charles），49歲，多明尼加政治家，總理（2000-2004），心臟病發作。
- Sumita Devi，68歲，孟加拉國電影女演員。[33]
- 約翰·埃文斯（John Evans），74歲，英國足球運動員。
- 菲力浦·吉伯特（Philip Gilbert），72歲，加拿大演員。
- 尼古拉斯·莫薩爾（Nicolas Mosar），76歲，盧森堡政治家、法學家和外交官。
- Markku Salminen，57歲，芬蘭定向越野運動員。
- Francesco Scavullo，82歲，美國時尚攝影師。[34]
- 雷格·史密斯，91歲，英國足球運動員和經理。
- 湯瑪斯·斯托克姆，70歲，美國科學家，被譽為“數字錄音之父”。[35]

### 7日
- Shalva Apkhazava，23歲，喬治亞足球運動員，心力衰竭。
- Piotr Kowalski，76歲，波蘭藝術家、雕塑家和建築師。[36]
- Jaap Kraaier，90歲，荷蘭平水皮划艇運動員和奧運獎牌得主。[37]
- 堪布晉美蓬措，70歲，寧瑪派喇嘛和來自色達地區的特頓。
- 娜塔莉亞·斯米爾尼茨卡婭（Natalya Smirnitskaya），76歲，蘇聯標槍運動員。
- 英丽德·图林（Ingrid Thulin），76歲，瑞典女演員，《哭泣與耳語》，癌症。[38]
- 萊昂斯-阿爾伯特·范·佩特格姆（Léonce-Albert Van Peteghem），87歲，比利時羅馬天主教主教。
- 馬里奧·扎特利（Mario Zatelli），91歲，法國足球運動員和經理。[39]

### 8日
- 查理斯·布朗（Charles Brown），57歲，美國演員，前列腺癌。[40]
- 德爾芬·貝尼特斯·卡塞雷斯，93歲，巴拉圭足球運動員。
- John A. Gambling，73歲，美國電臺主持人，“Rambling with Gambling”，心臟病發作。
- 湯姆·尼德（Tom Kindness），74歲，美國政治家。
- 雷金納德·莫裡斯（Reginald H. Morris），85歲，英裔加拿大電影攝影師。[41]
- 哈爾·沙珀（Hal Shaper），72歲，南非詞曲作者。
- 路易士·斯坦利（Louis Stanley），92歲，英國作家，記者，BRM團隊負責人，中風。[42]
- 弗蘭克·泰諾（Frank Ténot），78歲，法國新聞經紀人、教醫和爵士樂評論家。[43]

### 9日
- 諾貝托·波比歐，94歲，義大利參議員、法學家、哲學家和政治學家。[44]
- 林登·布魯克（Lyndon Brook），77歲，英國演員。
- Harriet Creighton，94歲，美國植物學家、遺傳學家和教育家。[45]
- Yinka Dare，31歲，奈及利亞籃球運動員，心臟病發作。[46]
- 尼西姆·以西結，79歲，印度詩人、劇作家和藝術評論家。[47]
- 萊納·希爾德布蘭特（Rainer Hildebrandt），89歲，德國反共抵抗戰士和歷史學家。[48]
- 邁倫·萊維特（Myron E. Leavitt），73歲，美國政治家。
- 雷蒙德·戴爾·羅西（Raymond Dayle Rowsey），32歲，美國被定罪的殺人犯，被注射死刑。
- 羅傑里奧·斯甘澤拉（Rogério Sganzerla），57歲，巴西電影製片人，腦瘤。[49]

### 10日
- 比利·克呂弗（Billy Klüver），76歲，貝爾電話實驗室的美國電氣工程師。[50]
- 西德尼·米勒（Sidney Miller），87歲，美國演員、導演和詞曲作者，患有帕金森病。[51]
- 普魯士公主基拉，60歲，德國公主。
- 埃瓦爾德·派爾，93歲，美國棒球運動員（聖路易斯布朗隊、華盛頓參議員隊、紐約巨人隊、波士頓勇士隊）。[52]
- 亞歷山德拉·里普利（Alexandra Ripley），70歲，美國作家斯嘉麗。[53]

### 11日
- Max D. Barnes，67歲，鄉村歌手和詞曲作者。[54]
- 克萊門特·康格（Clement Conger），91歲，美國博物館館長，肺炎。[55]
- Perry Belmont Duryea Jr.，82歲，美國政治家，交通事故。[56]
- 斯伯丁·格雷，62歲，美國演員和作家，溺水自殺。
- 默文·派克，派克男爵夫人，85歲，英國政治家和終身伴侶。[57]
- 阿斯魯爾·薩尼（Asrul Sani），76歲，印尼作家、詩人和編劇。

### 12日
- Petter Jakob Bjerve，90歲，挪威經濟學家、統計學家和政治家。
- 詹姆斯·M·厄利，81歲，美國電氣工程師。[58]
- Ramakrishna Hegde，77歲，印度政治家。
- Olga Ladyzhenskaya，81歲，蘇聯和俄羅斯數學家。[59]
- Randy VanWarmer，48歲，美國歌手和詞曲作者（“Just When I Need You Most”），白血病。[60]
- William T. Young，85歲，美國商人。

### 13日
- 瓊·雷文托斯·卡納（Joan Reventós i Carner），76歲，西班牙政治家。[61]
- 拉斐爾·甘布拉（Rafael Gambra Ciudad），83歲，西班牙哲學家。[62]
- 菲力浦·克羅斯比（Phillip Crosby），69歲，美國演員和歌手，吟唱家賓·克羅斯比（Bing Crosby）的兒子，心臟病發作。
- 邁克·戈利亞特，82歲，美國棒球運動員（費城費城人隊，聖路易斯布朗隊）。[63]
- 弗里茨·哈默（Fritz Hamer），91歲，德國植物學家。
- 大衛·亨德森（David N. Henderson），82歲，美國政治家。[64]
- 湯姆·赫恩德爾（Tom Hurndall），22歲，英國政治活動家，槍傷。
- 威廉·勞倫斯（William Lawrence），97歲，澳大利亞政治家。
- Arne Næss， Jr.，66歲，挪威登山家和商人，戴安娜·羅斯（Diana Ross）的前夫，意外死亡。
- 戴夫·佩納（Dave Penna），46歲，美國純種賽馬騎師。
- 哈羅德·希普曼（Harold Shipman），54歲，英國連環殺手，自殺。[65]
- Zeno Vendler，82歲，美國哲學家和語言學家。
- Keraca Visulčeva，92歲，馬其頓和保加利亞藝術家。

### 14日
- Terje Bakken，25歲，挪威黑金屬音樂家（Windir），體溫過低。
- 傑克·卡迪（Jack Cady），71歲，美國科幻作家。[66]
- 凱薩琳·克雷格（Catherine Craig），88歲，美國女演員。
- 乌塔·哈根（Uta Hagen），84歲，德裔美國女演員（《誰害怕弗吉尼亞·伍爾夫？》，《命運逆轉》，《巴西男孩》），托尼獎得主（1951年，1963年），中風。[67]
- 華金·寧-卡爾梅爾（Joaquín Nin-Culmell），95歲，古巴裔西班牙作曲家，音樂會鋼琴家，加州大學伯克利分校音樂名譽教授，心臟病發作。[68]
- 羅恩·奧尼爾（Ron O'Neal），66歲，美國演員（Superfly，Red Dawn，A Different World），胰腺癌。[69]
- 愛德華·西比里亞科夫，62歲，蘇聯奧運排球運動員（男子排球比賽：1964年金牌得主，1968年金牌得主）。[70]
- 埃裡克·斯特吉斯，83歲，南非網球運動員，六次大滿貫雙打冠軍得主（五次混雙，一次男雙）。.[71]

### 15日
- Maarouf al-Dawalibi，94歲，敘利亞政治家，總理（1951年，1961-1962年）。
- 安德列·巴拉伊斯（André Barrais），83歲，法國籃球運動員。[72]
- 亞歷克斯·巴裡斯（Alex Barris），81歲，加拿大演員和作家，中風。
- 斯托伊喬·瓦西列夫·佈雷斯科夫斯基（Stoycho Vassilev Breskovski），69歲，保加利亞古生物學家。
- Ambroise-Marie Carré，95歲，法國天主教神父，法蘭西學院院士。[73]
- 約翰尼·克朗希（Johnny Cronshey），77歲，英國速度滑冰運動員。[74]
- 周日伊曼紐爾，25歲，奈及利亞運動員，車禍。[75]
- 奧利維亞·戈德史密斯（Olivia Goldsmith），54歲，美國作家，心臟病發作。[76]
- 穆罕默德·尤努斯·薩利姆（Mohammad Yunus Saleem），92歲，印度政治家、學者和律師。
- 迪莉婭·斯卡拉（Delia Scala），74歲，義大利芭蕾舞演員，女演員和歌手，乳腺癌。
- Gus Suhr，98歲，美國棒球運動員（匹茲堡海盜隊）。[77]

### 16日
- 斯拉沃米爾·巴托，77歲，捷克冰球運動員。[78]
- 約翰·西奧莫斯（John Siomos），56歲，美國搖滾鼓手。
- 卡莱维·索尔萨，73歲，芬蘭政治家，總理（1972-1975、1977-1979、1982-1987）。[79]
- 阿爾伯特·蒂爾曼（Albert Tillman），76歲，美國教育家和水下潛水夫。

### 17日
- 沃爾特·奧芬伯格（Walter Auffenberg），75歲，美國生物學家。[80]
- Harry Brecheen，89歲，美國職業棒球大聯盟棒球運動員。[81]
- 赫什·弗里曼（Hersh Freeman），75歲，美國棒球運動員（波士頓紅襪隊、辛辛那提紅腿隊、芝加哥小熊隊）。[82]
- 切斯瓦夫·涅門（Czesław Niemen），64歲，波蘭音樂家，癌症。[83]
- 芝諾比亞·鮑威爾·佩里（Zenobia Powell Perry），95歲，美國作曲家，教授和民權活動家。[84]
- 拉斐爾·科德羅·聖地牙哥，61歲，波多黎各政治家，波多黎各龐塞市市長，腦溢血。
- 卡爾頓·R·西克爾斯（Carlton R. Sickles），82歲，美國律師和政治家（美國馬里蘭州國會席位眾議員）。[85]
- 雷·斯塔克（Ray Stark），88歲，美國電影製片人（《滑稽女孩》《鋼木蘭》《安妮》），心臟病發作。[86]
- Noble Willingham，72歲，美國演員（Walker，Texas Ranger，City Slickers，Norma Rae），心臟病發作。[87]

### 18日
- 胡克·狄龍（Hook Dillon），80歲，美國籃球運動員。[88]
- 彼得·沃德·費伊（Peter Ward Fay），79歲，美國歷史學家。[89]
- 熱拉爾·賈里（Gérard Jarry），67歲，法國古典小提琴家。[90]
- 布鲁诺·西利奇，45歲，克羅埃西亞水球運動員和教練。

### 19日
- 哈裡·E·克萊伯恩（Harry E. Claiborne），86歲，美國內華達州地區法院地區法官，自殺身亡。
- 湯米·格拉維亞諾（Tommy Glaviano），80歲，美國棒球運動員（聖路易斯紅雀隊，費城費城人隊）。[91]
- 大衛·胡克斯（David Hookes），48歲，澳大利亞板球運動員和維多利亞州教練，心臟病發作。
- 傑里·納赫曼（Jerry Nachman），57歲，美國MSNBC主編，癌症。
- 米羅斯拉夫·帕夫洛維奇，61歲，塞爾維亞足球運動員。
- 默里·沃特金森（Murray Watkinson），64歲，紐西蘭賽艇運動員。[92]

### 20日
- 艾倫·布朗（Alan Brown），84歲，英國一級方程式賽車手。
- 蒂莫西·甘茨（Timothy Gantz），58歲，美國古典學者，心臟病發作。
- Walt Grealis，74歲，加拿大出版商和音樂行業領袖，肺癌。
- 奧利維爾·吉查德（Olivier Guichard），83歲，法國政治家。[93]
- 勞埃德·梅裡曼（Lloyd Merriman），79歲，美國棒球運動員（辛辛那提紅人隊/紅腿隊，芝加哥白襪隊，芝加哥小熊隊）。[94]
- 伯納德·彭斯利（Bernard Punsly），80歲，美國醫生和演員，癌症。
- Don Shinnick，68歲，美國職業橄欖球運動員（加州大學洛杉磯分校，巴爾的摩小馬隊）和教練，神經系統疾病。[95]
- 吉恩·史密斯，83歲，美國奧運撐桿跳運動員（1948年夏季奧運會男子撐桿跳金牌得主），肺氣腫。[96]
- 喬治·伍德布裡奇，73歲，美國插畫家。[97]

### 21日
- 拉奧·法爾曼·阿裡（Rao Farman Ali），81歲，巴基斯坦軍官。
- M. Arunachalam，59歲，印度政治家和聯邦部長。
- 約翰尼·布拉特尼克（Johnny Blatnik），82歲，美國棒球運動員（費城費城人隊，聖路易斯紅雀隊）。[98]
- 路易士·昆卡·加西亞（Luis Cuenca García），82歲，西班牙演員，肺病。[99]
- 吉姆·亨利（Jim Henry），83歲，加拿大冰球運動員。[100]
- 約翰·路易斯（John T. Lewis），71歲，威爾士物理學家。
- 喬克·紐沃爾（Jock Newall），86歲，紐西蘭足球運動員。
- 約爾丹·拉迪奇科夫（Yordan Radichkov），74歲，保加利亞作家和劇作家。[101]
- 雷·雷納（Ray Rayner），84歲，美國演員（Bozo's Circus，Ray Rayner and His Friends），肺炎。[102]
- 胡安·讚布迪奧·貝拉斯科，82歲，西班牙足球守門員。

### 22日
- 米爾特·伯恩哈特（Milt Bernhart），77歲，美國爵士長號手。[103]
- 熱拉爾·達里厄（Gérard Darrieu），78歲，法國演員。[104]
- Islwyn Ffowc Elis，79歲，英式威爾士語作家。
- Ticky Holgado，59歲，法國演員，肺癌。[105]
- 比利·梅（Billy May），87歲，美國大樂隊和流行音樂編曲家，心臟病發作。[106]
- Janez Menart，74歲，斯洛維尼亞詩人。[107]
- 安·米勒（Ann Miller），81歲，美國舞蹈家，肺癌。[108]
- 羅伊斯·史密斯（Royce Smith），54歲，美國橄欖球運動員（喬治亞州，新奧爾良聖徒隊，亞特蘭大獵鷹隊）。[109]
- Chea Vichea，柬埔寨勞工領袖，兇殺案。
- 夏洛特·茲未林（Charlotte Zwerin），72歲，美國紀錄片導演兼剪輯師，肺癌患者。[110]
- 魯迪·塞利戈，68歲，斯洛維尼亞作家、劇作家、散文家和政治家。

### 23日
- 阿爾伯特·亨德森（Albert Henderson），88歲，美國演員。
- 鮑勃·基山（Bob Keeshan），76歲，美國演員，出演“袋鼠船長”，心臟病發作。[111]
- 雅羅斯拉夫·克列斯托夫斯基（Yaroslav Krestovsky），78歲，蘇俄畫家。
- 瓦西里·米特罗欣（Vasili Mitrokhin），81歲，蘇聯/俄羅斯/英國克格勃軍官和叛逃者。[112]
- 赫爾穆特·牛頓（Helmut Newton），83歲，德裔澳大利亞攝影師，心臟病發作。[113]
- 伦纳特·斯特兰德，82歲，瑞典奧運中長跑運動員（1948年夏季奧運會男子1500米銀牌得主）。[114]
- 老湯姆·沃赫斯特（Tom Warhurst），86歲，澳大利亞網球運動員。

### 24日
- 安妮塔·艾迪生（Anita W. Addison），51歲，美國電視和電影導演兼製片人，乳腺癌患者。
- 青木富夫，80歲，日本電影演員，肺癌。[115]
- 戈登·布魯克-謝潑德（Gordon Brook-Shepherd），85歲，英國情報人員、記者和歷史學家。
- Reva Brooks，90歲，加拿大攝影師。
- 久拉·克裡斯托（Gyula Kristó），64歲，匈牙利歷史學家和中世紀學者。[116]
- Leônidas，90歲，巴西足球運動員，阿爾茨海默病併發症。[117]
- 阿卜杜勒·拉赫曼·穆尼夫（Abdul Rahman Munif），70歲，沙特小說家、記者和文化評論家，腎和心力衰竭。[118]
- 傑克·特尼（Jack Tunney），69歲，加拿大職業摔跤推廣人，心臟病發作。

### 25日
- 芬妮·白蘭克-柯恩（Fanny Blankers-Koen），85歲，荷蘭田徑運動員，在1948年夏季奧運會上獲得四枚金牌。[119]
- 费赫尔·米克洛什，24歲，匈牙利足球運動員，心臟驟停，心臟病發作。[120]
- V. K. N.，74歲，印度馬拉雅拉姆文作家。
- 祖拉布·薩坎德利澤，58歲，蘇聯（喬治亞）奧運會籃球運動員（男子籃球：1968年銅牌得主，1972年金牌得主）。[121]

### 26日
- Wilhelmina Barns-Graham，91歲，英國藝術家。[122]
- 弗雷德·哈斯（Fred Haas），88歲，美國高爾夫球手。[123]
- 雅各·米什勒（Jacob Mishler），92歲，美國法官（紐約東區地方法院美國地區法官）。[124]
- 巴塔·帕斯卡列維奇，81歲，塞爾維亞演員。
- 普特尼的詹金斯男爵休·詹金斯（Hugh Jenkins,Baron Jenkins of Putney），95歲，英國政治家。
- 島田正吾，98歲，日本電影演員，中風。
- Magne Skodvin，88歲，挪威教育家和歷史學家。

### 27日
- 比爾·凱里（Bill Carey），87歲，美國詞曲作者、演員和作家。
- Rikki Fulton，79歲，蘇格蘭喜劇演員，阿爾茨海默病。[125]
- 萨尔瓦多·劳雷尔（Salvador Laurel），75歲，菲律賓律師和政治家，副總統（1986-1992），淋巴瘤。[126]
- 傑克·帕爾（Jack Paar），85歲，美國作家，《今夜秀》（The Tonight Show）主持人，中風。[127]
- 休·斯坎倫（Hugh Scanlon），90歲，英國工會領袖。
- Don Stansauk，78歲，美國職業摔跤手和演員（Foxy Brown，Paint Your Wagon，Micki & Maude），中風。

### 28日
- 何塞·米格爾·阿格萊洛特（José Miguel Agrelot），76歲，波多黎各喜劇演員，廣播和電視節目主持人，心臟病發作。
- 勞埃德·布赫（Lloyd M. Bucher），76歲，美國海軍軍官。[128]
- 迪諾·迪恩斯（Dino Dines），59歲，英國鍵盤手（霸王龍），心臟病發作。
- 埃爾羅伊·赫希（Elroy Hirsch），80歲，美國橄欖球運動員。[129]
- 特雷弗·霍爾德（Trevor Hold），64歲，英國作曲家、詩人和作家。[130]
- 池田行彦，66歲，日本政治家，癌症。
- Eeva Joenpelto，82歲，芬蘭小說家。[131]
- André Van Lysebeth，84歲，比利時瑜伽教練和作家。[132]
- 喬·維特雷利（Joe Viterelli），66歲，美國演員（《分析這個》《百老匯的子彈》《淺哈爾》），心臟手術併發症。

### 29日
- 諾曼·貝茨（Norman Bates），76歲，美國爵士低音提琴手。[133]
- 瑪麗·埃利斯·布尼姆（Mary-Ellis Bunim），57歲，美國製片人，《真實世界》（The Real World）的聯合創始人，乳腺癌。
- O. W. Fischer，88歲，奧地利演員，腎衰竭。[134]
- 珍妮特·弗萊姆（Janet Frame），79歲，紐西蘭作家，白血病患者。[135]
- M. M. Kaye，95歲，英國作家，《遠方的亭子》。[136]
- 安德魯·庫恩（Andrew J. Kuehn），66歲，美國電影製片人。
- Guusje Nederhorst，34歲，荷蘭女演員，乳腺癌。
- 路易·B·纳恩（Louie B. Nunn），79歲，美國政治家，肯塔基州州長（1967-1971），心臟病發作。
- Stojan Puc，82歲，南斯拉夫（斯洛維尼亞）國際象棋大師。[137]
- 索科·理查森（Soko Richardson），64歲，美國節奏藍調鼓手（艾克和蒂娜·特納，約翰·梅亞爾和布魯斯破壞者，阿爾伯特·柯林斯）。[138]
- 詹姆斯·桑德斯（James Saunders），79歲，英國劇作家。[139]
- Helge Seip，84歲，挪威政治家（社會自由黨）。
- 塞拉菲姆·圖利科夫，89歲，蘇聯/俄羅斯作曲家。[140]

### 30日
- George Bennions，90歲，二戰期間的英國戰鬥機飛行員。[141]
- 布魯諾·切薩里（Bruno Cesari），70歲，義大利藝術總監。
- Malachi Favors，76歲，美國爵士貝斯手，胰腺癌。[142]
- 弗蘭克·曼圖斯（Frank Mantooth），56歲，美國爵士鋼琴家和編曲家。[143]
- 何塞·阿爾瓦羅·莫賴斯（José Álvaro Morais），60歲，葡萄牙電影導演，癌症。
- 福阿德·魯哈尼（Fuad Rouhani），96歲，伊朗行政人員和翻譯。[144]

### 31日
- 歐內斯特·伯克（Ernest Burke），79歲，美國棒球運動員，腎癌。[145]
- 威廉·弗里克（William Herrick），89歲，美國小說家。[146]
- 埃莉诺·霍尔姆，90歲，美國奧運游泳運動員（女子100米仰泳：1928年，1932年金牌得主）。[147]
- V. G. Jog，81歲，印度小提琴家，帕金森病。
- 西里爾·梅德門特（Cyril Maidment），75歲，英國摩托車賽車手。
- Suraiya，75歲，印度女演員和歌手。